# Dashiqiao
Dashiqiao (en chino, 大石桥; pinyin, Dàshíqiáo, léase Dashi-Chiáo) es un municipio  bajo la administración directa de la Prefectura Yingkou en la Provincia de Liaoning, República Popular China.  Su área es de 1612 km² y su población total para 2010 superó los 700 mil habitantes.

## Administración
Desde julio de 2020, el  Municipio Dashiqiao se divide en 17 pueblos que se administran en 4 subdistritos y 13 poblados.